# Las Manchas (Santiago del Teide)
Las Manchas es una de las entidades de población que conforman el municipio de Santiago del Teide, en la isla de Tenerife —Canarias, España—.

## Geografía
El núcleo habitado se localiza a una altitud media de 980 m s. n. m. y se encuentra situado dos kilómetros de la capital municipal.
El barrio cuenta con una iglesia parroquial dedicada a la virgen del Pilar, un centro cultural, un polideportivo municipal, un parque infantil y una plaza pública.
Parte de la localidad se halla incluida en la reserva natural especial del Chinyero.

## Demografía
| Año        | 2000 | 2005 | 2010 | 2015 | 2020 |
| ---------- | ---- | ---- | ---- | ---- | ---- |
| Habitantes | 153  | 156  | 144  | 128  | 142  |

## Economía
Las Manchas es una zona de cultivo de secano, sobre todo de árboles frutales y ornamentales.

## Fiestas
Las Manchas celebra su fiesta en honor de la virgen del Pilar y Santo Domingo de Guzmán desde el día 7 al 12 de octubre.
Cada noviembre se conmemora además la erupción del volcán Chinyero, última producida en la isla de Tenerife que se desarrolló entre el 18 y el 28 de noviembre de 1909 en la cumbre de Abeque. El acto conmemorativo consiste en una procesión donde se lleva a la imagen de santa Ana de Tamaimo junto a las de la virgen del Pilar y santo Domingo de Guzmán del pueblo de Las Manchas hasta la zona conocida como El Calvario, lugar donde los vecinos en aquella época, ante el temor de ser arrasados por la lava, llevaron a la imagen desde el pueblo de Tamaimo, recorriendo unos ocho kilómetros, hasta el pie de las coladas del volcán, que en ese momento interrumpieron su camino y no avanzaron más.

## Comunicaciones
Se llega al barrio a través de la carretera TF-375 que une Santiago del Teide con Chío.

### Transporte público
En autobús ―guagua― queda conectada mediante las siguientes líneas de TITSA:
| Línea | Trayecto                                      | Recorrido     |
| ----- | --------------------------------------------- | ------------- |
| 461   | Arguayo - Los Gigantes                        | Horario/Línea |
| 462   | Guía de Isora - Valle Santiago - Los Gigantes | Horario/Línea |